# Россия на «Евровидении-2015»

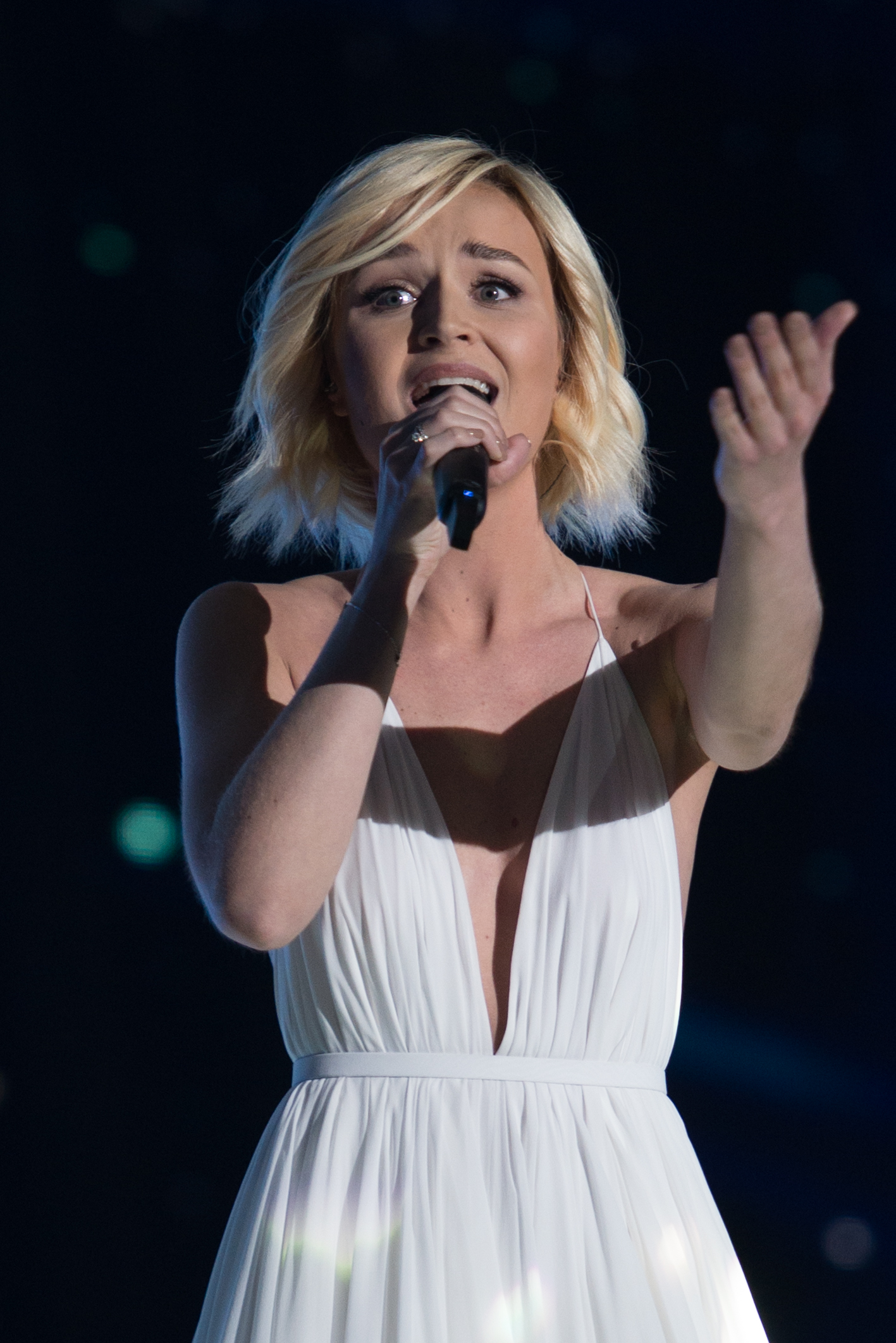
Полина Гагарина

На конкурсе песни «Евровидение 2015» в Вене (Австрия) Россия принимала участие в 19-й раз и заняла второе место. Представитель был выбран путём внутреннего отбора российским национальным вещателем «Первый канал». Им стала победительница «Фабрики звезд 2» - певица Полина Гагарина с песней «A Million Voices».

## Отборочный тур
Полина Гагарина была выбрана представителем от России на Евровидении 2015 путём внутреннего отбора российским национальным вещателем «Первый канал» 11 марта. Конкурсная песня «A Million Voices» была презентована 15 марта.

## На конкурсе
19 мая 2015 года прошёл первый полуфинал, на котором Россия выступала под номером 12 и победила в нём как по телеголосованию, так и по голосам жюри. Соответственно, Россия вышла в финал.
23 мая в финале Полина Гагарина выступала под 25-м (из 27-ми) номером и заняла на конкурсе второе место в целом, а также по телеголосованию зрителей,уступив лишь Италии. По голосованию жюри заняла 3 место, уступив Швеции и Латвии.
Результат Полины Гагариной в финале — 303 балла (520 баллов по новой системе), является, на данный момент, лучшим результатом, занятым 2-м местом, и в целом, России на конкурсе. Дима Билан в победном конкурсе 2008 года набрал 272 балла.

### Полученные баллы Россией (1-й полуфинал)
| 12 баллов                                           | 10 баллов                                                                 | 8 баллов                        | 7 баллов                                | 6 баллов |
| --------------------------------------------------- | ------------------------------------------------------------------------- | ------------------------------- | --------------------------------------- | -------- |
| - Австрия - Белоруссия - Венгрия - Греция - Румыния | - Австралия - Армения - Дания - Нидерланды - Сербия - Финляндия - Франция | - Бельгия - Македония - Эстония | - Албания - Грузия - Испания - Молдавия |          |
| 5 баллов                                            | 4 балла                                                                   | 3 балла                         | 2 балла                                 | 1 балл   |
|                                                     |                                                                           |                                 |                                         |          |

Ноль баллов — нет.
| 12 баллов                                                 | 10 баллов | 8 баллов                                                              | 7 баллов                          | 6 баллов                                                              |
| --------------------------------------------------------- | --- | --------------------------------------------------------------------- | --------------------------------- | --------------------------------------------------------------------- |
| - Азербайджан - Армения - Белоруссия - Германия - Эстония | - Австралия - Бельгия - Дания - Италия - Испания - Латвия - Молдавия - Португалия - Румыния - Сербия - Франция | - Австрия - Албания - Греция - Израиль - Ирландия - Финляндия - Чехия | - Мальта - Черногория - Швейцария | - Великобритания - Венгрия - Македония - Нидерланды - Польша - Швеция |
| 5 баллов                                                  | 4 балла | 3 балла                                                               | 2 балла                           | 1 балл                                                                |
| - Грузия - Кипр - Словения                                | | - Исландия                                                            | - Норвегия                        |                                                                       |

Ноль баллов —  Литва,  Сан-Марино.

### Голоса от России
| Голоса России в полуфинале | Голоса России в полуфинале |
| -------------------------- | -------------------------- |
| Оценка                     | Страна                     |
| 12                         | Армения (7 место)          |
| 10                         | Эстония (3 место)          |
| 8                          | Бельгия (2 место)          |
| 7                          | Грузия (4 место)           |
| 6                          | Белоруссия (12 место)      |
| 5                          | Греция (6 место)           |
| 4                          | Сербия (9 место)           |
| 3                          | Албания (10 место)         |
| 2                          | Венгрия (8 место)          |
| 1                          | Румыния (5 место)          |

| Голоса в финале | Голоса в финале        |
| --------------- | ---------------------- |
| Оценка          | Страна                 |
| 12              | Италия (3 место)       |
| 10              | Бельгия (4 место)      |
| 8               | Швеция (1 место)       |
| 7               | Эстония (7 место)      |
| 6               | Армения (16 место)     |
| 5               | Грузия (11 место)      |
| 4               | Австралия (5 место)    |
| 3               | Азербайджан (12 место) |
| 2               | Латвия (6 место)       |
| 1               | Испания (21 место)     |

|  |  |